# Bronisław Jaromin
Bronisław Jaromin (ur. 14 sierpnia 1928 w Sidzinie, zm. 24 stycznia 2025 w Sidzinie) – polski rolnik, poseł na Sejm PRL VI kadencji.

## Życiorys
Uzyskał wykształcenie podstawowe. Pracował we własnym gospodarstwie rolnym w Sidzinie. Pełnił funkcję radnego Gromadzkiej Rady Narodowej, w której w 1961 zasiadał prezydium i został przewodniczącym komisji finansów. Od 1958 należał też do kółka rolniczego. Zasiadał w jego zarządzie, był także przewodniczącym komisji rewizyjnej. Zasiadał również w komitetach Frontu Jedności Narodu: gromadzkim i powiatowym. Od 1966 był członkiem Zjednoczonego Stronnictwa Ludowego. Zasiadał w zarządzie koła oraz w Powiatowym Komitecie partii. W 1972 uzyskał mandat posła na Sejm PRL w okręgu Wadowice. Zasiadał w Komisji Budownictwa i Gospodarki Komunalnej oraz w Komisji Pracy i Spraw Socjalnych. Związany z Ochotniczą Strażą Pożarną w Sidzinie.
Zmarł w styczniu 2025.

## Odznaczenia
- Srebrny Krzyż Zasługi